# Ungarische Wasserballnationalmannschaft der Frauen
Die ungarische Wasserballnationalmannschaft der Frauen ist die Nationalmannschaft der ungarischen Frauen in der Sportart Wasserball (ungarisch: Vízilabda). Sie vertritt Ungarn bei internationalen Wettbewerben wie Olympischen Spielen, Weltmeisterschaften oder Europameisterschaften. Die organisatorische Verantwortung liegt beim Ungarischen Wasserballverband (Magyar Vízilabda Szövetség, MVLSZ) in Budapest.
Die ungarische Nationalmannschaft der Frauen gehört zu den stärksten Mannschaften Europas. Sie gewann eine olympische Bronzemedaille sowie zwei Goldmedaillen, drei Silbermedaillen und eine Bronzemedaille bei Weltmeisterschaften. Bei Europameisterschaften erkämpfte die Mannschaft drei Gold- und fünf Silber- sowie sechs Bronzemedaillen.

## Erfolge

### Olympische Spiele
Die ungarische Mannschaft qualifizierte sich für die Teilnahme an fünf olympischen Wasserballturnieren:
- 2000: nicht qualifiziert
- 2004: 6. Platz
- 2008: 4. Platz
- 2012: 4. Platz
- 2016: 4. Platz
- 2020: Bronzemedaille
- 2024: 5. Platz

### Weltmeisterschaften
Die ungarische Nationalmannschaft qualifizierte sich für die Teilnahme an allen 18 bisher ausgetragenen Wasserballweltmeisterschaften:
- 1986: 5. Platz
- 1991: 4. Platz
- 1994: Weltmeister
- 1998: 7. Platz
- 2001: Silbermedaille
- 2003: 5. Platz
- 2005: Weltmeister
- 2007: 4. Platz
- 2009: 7. Platz
- 2011: 9. Platz
- 2013: Bronzemedaille
- 2015: 9. Platz
- 2017: 5. Platz
- 2019: 4. Platz
- 2022: Silbermedaille
- 2023: 6. Platz
- 2024: Silbermedaille
- 2025: Silbermedaille

### Europameisterschaften
- 1985: Silbermedaille[3]
- 1987: Silbermedaille
- 1989: Silbermedaille
- 1991: Europameister
- 1993: Bronzemedaille
- 1995: Silbermedaille
- 1997: 5. Platz
- 1999: 4. Platz
- 2001: Europameister
- 2003: Silbermedaille
- 2006: Bronzemedaille
- 2008: Bronzemedaille
- 2010: 5. Platz
- 2012: Bronzemedaille
- 2014: Bronzemedaille
- 2016: Europameister
- 2018: 4. Platz
- 2020: Bronzemedaille
- 2022: 5. Platz
- 2024: 5. Platz